# Екстремно пеглање
Екстремно пеглање (енгл. Extreme Ironing; скраћено EI) је екстремни спорт у којем људи носе даске за пеглање на удаљене локације и тамо пеглају одећу. Према Бироу за екстремно пеглање, екстремно пеглање је „најновији опасан спорт који комбинује узбуђење екстремне активности на отвореном са задовољством добро испеглане кошуље.“
Део привлачности и интересовања које су медији показали за екстремно пеглање изгледа да се усредсређује на питање да ли је то заиста спорт или не. Широко се сматра да је у питању шала.
Неке од локација на којима су се одржавали овакви перформанси укључују обронке планине током тешког успона; шуму; кану; током скијања или сноубординга; на врху великих бронзаних статуа; насред улице; под водом; насред аутопута М1; у кеирин бициклистичкој трци; током скакања падобраном; и испод леденог покривача замрзнутог језера. Перформанси су извођени соло или у групама.

## Историја
Екстремно пеглање је настало 1997. године у Лестеру, Енглеска, а изумео га је Фил Шо у свом дворишту. Шо се вратио кући након, како се сећа, напорног дана у фабрици трикотаже у Лестеру. Шо је имао бројне обавезе, укључујући пеглање. Пошто му се више свиђала идеја о вечерњем пењању по стенама, одлучио је да споји ове две активности у нови екстремни спорт. У јуну 1999, Шо, који користи надимак „Стим“ (енгл. Steam), кренуо је на међународну турнеју да промовише ову активност. Станице су укључивале Сједињене Америчке Државе, Фиџи, Нови Зеланд, Аустралију и Јужноафричку Републику. Сусрет са немачким туристима на Новом Зеланду довео је до формирања групе под називом „Extreme Ironing International“ и Немачке секције за екстремно пеглање (GEIS). Ово тек треба да се популаризује у Северној Америци.
Развијена је и екстремнија форма екстремног пеглања која укључује банџи џампинг. Банџи пеглање је оно што би неки назвали врхунцем узбуђења у екстремном пеглању.
Прво такмичење у екстремном пеглању одржано је у Немачкој 2002. године. Осамдесет тимова се такмичило на стази са препрекама где су такмичари морали да пеглају различите комаде одеће у различитим опасним окружењима. Ова окружења су укључивала висење са дрвета, пењање уз зид и провлачење испод хаубе аутомобила. Честа заблуда је да се такмичари оцењују само на основу тога колико је опасна локација на којој пеглају. Међутим, најзначајнији део оцењивања је заправо колико је бора остало на одећи и како такмичар одлучи да пегла одећу. Такмичари се оцењују за квалитет пеглања, стил и брзину. Квалитет пеглања чини половину освојених поена.
Спорт је привукао међународну пажњу 2003. године након документарца под називом Extreme Ironing: Pressing for Victory, који је за британски Channel 4 продуцирала Wag TV. Програм је пратио напоре британског тима и њихово освајање бронзане и златне медаље на 1. Светском првенству у екстремном пеглању у Немачкој. Споредна прича се бавила ривалством између EIB (Бироа за екстремно пеглање) и отцепљене групе под називом Urban Housework која је покушавала да успостави сопствени екстремни спорт заснован на усисавању. Филм је касније емитован на National Geographic каналу.
Године 2003, Џон Робертс и Бен Гибонс из Челтнама, Глостершир и Кристофер Алан Џоузи (Чизма) из Њукасла, Витли Беј, испеглали су Заставу Уније изнад базног кампа на Монт Евересту. Верује се да је ово светски висински рекорд у овом спорту. Пријављена висина је била 5.440 m (17.850 ft) изнад нивоа мора.
Године 2003, трофеј Rowenta освојила је група из Јужноафричке Републике пеглајући преко клисуре код Волфберг Крекса.
Године 2004, EIB је отпутовао у САД на Rowenta турнеју како би регрутовао додатне пеглаче и пеглао код планине Рашмор, у Њујорку, Бостону и код Ђавоље куле.
Дана 18. априла 2011, тенор Џејсон Блер је снимљен како пегла на аутопуту М1 у Лондону, УК, чији је део био затворен након пожара.... Године 2012, пионир екстремног пеглања Стим се вратио из пензије како би прихватио нови изазов и истрчао Хастингшки полумаратон у марту носећи даску за пеглање и пеглајући одећу успут.

### Под водом
У марту 2008, тим од 72 рониоца који су истовремено пеглали под водом поставио је нови светски рекорд по броју људи који истовремено пеглају под водом.
Дана 10. јануара 2009, 128 ронилаца, укључујући шест ронилаца на дах, покушало је да обори претходни светски рекорд, успевши да потврди 86 ронилаца који су пеглали у периоду од 10 минута. Догађај се одржао у Националном центру за роњење и активности (NDAC) у близини Чепстоуа, Монмутшир, а организовали су га чланови интернет форума Yorkshire Divers. Поред обарања светског рекорда, догађај је прикупио преко 15.000 фунти за Краљевску националну институцију за спасавање на води.
Дана 1. маја 2010, група ронилачких центара у Ки Ларгоу, Флорида, покушала је да преузме рекорд. Догађај је био део Дана Републике Конч на Флорида Кизу, а покушали су га Keys Diver, Silent World Dive Center и Captain Slates Atlantis Dive Center. Покушај се одржао на историјском месту Христ из бездана код Ки Ларго Драј Рокса.Шаблон:Ажурирати-линија
Дана 28. марта 2011, холандски ронилачки клуб Де Ватерман из Оса, Холандија, поставио је нови (званични) светски рекорд у екстремном подводном пеглању. Група од 173 рониоца поставила је нови светски рекорд у затвореном базену у Осу. Де Ватерман је организовао овај догађај како би обележио 40 година постојања.
Дана 16. јуна 2018, ронилац на дах, Роланд Пиколи, испеглао је мајицу на дубини од 42 m (138 ft) у најдубљем базену на свету (Y-40) у Монтегрото Терме, Италија.

### Сродне активности
Екстремно пеглање је инспирисало и друге облике необичних екстремних активности, као што је Екстремно свирање чела.

## У популарној култури
Активност је постала довољно позната у духу времена да се појави у дуговечној сапуници EastEnders. У епизоди од 2. августа 2004. спомињу се тадашњи носиоци висинског рекорда, браћа Hot Plate. Док се Кет и Зои Слејтер, познате по журкама, спремају за излазак, позване су на забаву поводом отварања у Angie's Den, где би требало да се појаве познате личности — укључујући и браћу.
Такође се помиње у Нетфликсовој серији Dino Girl Gauko, сезона 1, епизода 6.